# Liste der DAB-Sender in der Schweiz
In der Schweiz sind zurzeit folgende Sender in Betrieb, die Hörfunkprogramme im Standard DAB verbreiten. Berücksichtigt sind dabei alle Sender, die Programme via HE AAC v2 («DAB+») verbreiten. Zur Entwicklung des digitalterrestrischen Betriebs in der Schweiz von den ersten DAB-Sendern bis zur Umstellung auf DAB+ siehe Digital Audio Broadcasting in der Schweiz.
DAB wird in vertikaler Polarisation und im Gleichwellenbetrieb mit anderen Sendern ausgestrahlt.

## Erster landesweiter DAB-Multiplex (SRG SSR)
Der erste Multiplex wird von der SRG SSR betrieben. Obwohl es sich um eine nationale Senderbedeckung handelt, ist der Multiplex aufgrund der sprachregional unterschiedlichen Belegung in vier regionale Gebiete unterteilt. Auf Kanal 12A senden die beiden Multiplexe SRG SSR F01 für die Romandie und SRG SSR I01 für das Tessin. Der Multiplex SRG SSR D01 auf Kanal 12C versorgt die Deutschschweiz ausser Graubünden. In Graubünden kommt mit dem Multiplex SRG SSR R01 auf Kanal 12D ein Senderangebot für die Rätoromanische Schweiz dazu.
| Block                      | Programme | Gleichwellennetz (SFN) |
| -------------------------- | --- | --- |
| 12A SRG SSR F01 (SUI0007A) | DAB-Block der SRG SSR: - RTS Première (72 kbit/s DAB+) - Première-Bis (48 kbit/s DAB+) - RTS Espace 2 (96 kbit/s DAB+) - RTS Couleur 3 (80 kbit/s DAB+) - RTS Option Musique (80 kbit/s DAB+) - Radio SRF 1 BE FR VS(72 kbit/s DAB+) - Radio SRF 2 Kultur (64 kbit/s DAB+) - Radio SRF Musikwelle (64 kbit/s DAB+) - Radio SRF 3 (64 kbit/s DAB+) - Radio SRF 4 News (56 kbit/s DAB+) - Radio Rumantsch (72 kbit/s DAB+) - Rete Uno (72 kbit/s DAB+) - Rete Tre (64 kbit/s DAB+) - Radio Swiss Jazz (64 kbit/s DAB+) - Radio Swiss Classic (72 kbit/s DAB+)                                                               | - Bern: Biel-Magglingen (Evilard Hohmatt), Chasseral, Ins (Schaltenrain-Fürstengräber), Loveresse (Moron Chez Joseph), Münster BE (Mont Graitery), Orvin (Bözingenberg), Roches (le Trondai), Sonceboz (Cernil du bas), Tramelan (Lovières) - Freiburg: Charmey (la Monse), Freiburg im Üechtland-Innenstadt (Lorette), Gurmels (Cordast), Montbovon, Sorens (Mont-Gibloux) - Genf: Genf-Innenstadt (Studio Carl Vogt), Mont Salève (Téléphérique) [FR] - Jura: Boncourt (Châtillon), Bourrignon (Les Ordons), Chevenez (sur le Patai), Courtemaîche, Delsberg (La Met), Montsevelier (Champre), Noirmont (Roc Montès), Pruntrut (sur le Banne), Saint-Ursanne, Soyhières, Undervelier - Neuenburg: Boudry (les Rochettes), Brot-Plamboz (Solmon Val de Travers), La Brévine (Cerneux-Péquignot Charmottes), Chaux-de-Fonds (Mont Cornu), Les Hauts-Geneveys (rue republique), Le Locle (Roche-Houriet), Neuenburg (Bahnhof), Saint-Sulpice NE (Haut de la Vy), La Sagne (Plature) - Waadt: Abbaye (Vallée de Joux/Pont-Agouillons), Bougy (Villars Signal), Chardonne (Mont Pèlerin), Château-d’Oex (Sarouche), Chavannes-sur-Moudon (Velotty), Chenit (Brassus), Cudrefin (Tremblex), Cugy, La Dôle (Gingins), Fontanezier (Bonvillars Champs Lequet), Lausanne (Chailly), Lausanne (Renens), Lausanne-Bellevaux, Olun (Chamossaire), Premier (Buclards), Sainte Croix-Auberson (la Broutire), Vallée de Joux (Pont-Agouillons) - Wallis: Arbaz/Ayent (Pas de Maimbré), Bagnes (Bruson Côt), Champéry, Evolène (La Forclaz quartier col), Grimentz (Roua), Martigny (Ravoire), Montana (Grand Signal), Haute-Nendaz, Orsières-Champex (le Signal), Port Valais (Chalavornaire), Trient, Trient (vers le ponts), Troistorrents (Morgins) |
| 12A SRG SSR I01 (SUI0005A) | DAB-Block der SRG SSR: - Rete Uno (72 kbit/s) - Rete Due (96 kbit/s) - Rete Tre (72 kbit/s) - Radio SRF 1 (GR) (64 kbit/s) - Radio SRF 2 Kultur (64 kbit/s) - Radio SRF 3 (64 kbit/s) - Radio SRF 4 News (48 kbit/s) - Radio SRF Musikwelle (64 kbit/s) - RTS Première (64 kbit/s) - RTS Couleur 3 (64 kbit/s) - RTS Option Musique (64 kbit/s) - Radio Rumantsch (72 kbit/s) - Radio Swiss Classic (64 kbit/s) - Radio Swiss Jazz (64 kbit/s) - Radio 3i (64 kbit/s) - Radio Ticino (64 kbit/s) | - Graubünden: Arvigo (Landarenca), Lostallo, Mesocco San Bernardino (Lagh Doss) - Tessin: Airolo (Stanga), Avegno (Cardada-Cimetta), Bedigliora (Monte Mondini), Brione (Piee), Camedo (Piazzoi), Carona (Monte San Salvatore), Castel San Pietro (Caviano), Cimadera (Gardada), Frasco (Costa), Gerra (Lutri), Gorduno (Piazza), Lugano (Monte Brè), Monte Generoso (Cima di Sassalto), Monte Tamaro/La Manera, Onsernone-Russo (Quiello), Peccia (Pian Mosello), Pedrinate Chiasso, Rivera (Monte Ceneri), Semione (Pizzo Matro), Someo (Costa Piana-Pizzo Castello) |
| 12C SRG SSR D01 (SUI0001A) | DAB-Block der SRG SSR: - Radio SRF 1 AG SO+ (64 kbit/s DAB+) - Radio SRF 1 BE FR VS+ (64 kbit/s DAB+) - Radio SRF 1 BS+ (64 kbit/s DAB+) - Radio SRF 1 GR+ (64 kbit/s DAB+) - Radio SRF 1 LU+ (64 kbit/s DAB+) - Radio SRF 1 SG+ (64 kbit/s DAB+) - Radio SRF 1 ZH SH+ (64 kbit/s DAB+) - Radio SRF 2 Kultur+ (96 kbit/s DAB+) - Radio SRF 3+ (72 kbit/s DAB+) - Radio SRF 4 News+ (56 kbit/s DAB+) - Radio SRF Musikwelle+ (72 kbit/s DAB+) - Radio SRF Virus+ (72 kbit/s DAB+) - RSI Rete Uno+ (72 kbit/s DAB+) - RTS Première (72 kbit/s DAB+) - Radio Rumantsch+ (72 kbit/s DAB+) - Radio Swiss Pop+ (64 kbit/s DAB+) | - Aargau: Baden-Freienwil (Hörndli), Frick (Frickberg), Hellikon, Magden (Hofacker Wasserreservoir), Reuenthal (Ried), Rietheim, Villigen (Geissberg), Wasserflue - Appenzell Ausserrhoden: Herisau (Ramsen) - Basel-Land: Langenbruck, Läufelfingen, Liestal (Seltisberg), Nenzlingen (Eggflue), Sissach (Metzenholden), Waldenburg (Richtiflu), Ziefen (Chöpfli) - Basel-Stadt: Basel (St. Chrischona) - Bern: Adelboden (Wintertal), Bern (Bantiger), Biel-Magglingen (Evilard Hohmatt), Boltigen (Jaunpass chline Bäder), Brienz (Wellenberg), Burgdorf-Oberburg (Rothöchi), Chasseral, Diemtigen (ufem Chrütz), Diemtigen (Zwischenflüh), Dornegg (Rütschelen), Eggiwil (Hinterer Girsgrat), Gadmen-Hopflauenen (Hopflauiwald), Heimenschwand (Buchholterberg Schafegg), Höfen (Beisseren), Ins (Schaltenrain-Fürstengräber), Kandersteg (Büel), Köniz (Ulmizberg), Konolfingen (Neuhaus), Langnau im Emmental (Hirschmatt), Lauterbrunnen (Männlichen), Lenk-Metschstand (Hahnenmoos), Niederhorn, Saanen (Hornfluh), Wyssachen (Mösli), Zweisimmen (Heimersberg-Hüppiweid) - Freiburg: Flamatt (Sonnhalde Silo), Guggisberg (Gusteren Zollhaus), Gurmels (Cordast) - Glarus: Engi (Lindenbodenberg), Glarus (Bergli), Linthal-Braunwald (Nussbüel-Schleimen) - Graubünden: Valzeina (Mittagplatte) - Luzern: Escholzmatt (Wiggen Mittlist Äbnit), Geuensee (Höchweidwald), Schüpfheim (Vöglisbergegg), Sörenberg (Rischli), Willisau (Aegerten), Wolhusen - Nidwalden: Engelberg-Wolfenschiessen (Stöck) - Obwalden: Melchtal (Kerns), Sarnen-Obstalden (Moosacher) - Schaffhausen: Altdorf, Bargen, Schleitheim (Mattenhof-Birbiste), Thayngen (Wippel) - Schwyz: Einsiedeln (Chummerweid), Oberiberg (Gadenstatt), Rigi (Kulm) - Solothurn: Balsthal (Erzmatt), Grindel (Moretchopf), Kleinlützel (Buschlen), Mümliswil (Regenrain), Olten (Engelberg), Rodersdorf (Grundacker), Solothurn-Oberdorf (Nesselboden), Welschenrohr (Räckholderhube) - St. Gallen: Mels-Weisstannen (Eggli), Pfäfers-Vättis (Vättnerberg-Geisegg), Rorschach, Rüthi (Bismer), St. Gallen (Chirchli Peter und Paul), Wattwil (Chapf), Wildhaus (Säntis), Ziegelbrücke (Biberlichopf) - Thurgau: Bischofszell Sitterdorf (Pierchäller), Elgg (Schneitberg), Fischingen-Dussnang (Tolebärg), Mammern (Seehalde), Ottenberg, Sirnach (Sirnachberg Bärgholz), Weiningen (Haslibuck) - Uri: Andermatt (Bäzberg), Andermatt (Nätschen), Attinghausen (Schiltwald), Spiringen-Bürglen (Eggenbergli), Wassen-Meien (Holderen) - Wallis: Binn (Giesse), Ferden (Färdaried), Feschel (Wilerzälg), Gondo (Alpje), Leukerbad (Bodmen), Saas-Fee (Plattjen), Visperterminen (Gebidem), Zermatt (Riffelalp), Zwischbergen-Simplon (Feerberg) - Zürich: Bachtel Kulm, Bülach (Eschenmosen), Schaffhausen (Cholfirst), Steg-Fischenthal (Waldsberg), Wildberg (Egg Drifurri), Winterthur (Brüelberg), Zürich (Uetliberg), Zürich (Zürichberg) - Deutschland: Bad Säckingen (Eggberg), Konstanz (Fernmeldeamt), Hohentengen (Wannenberg) - Österreich: Bregenz (Pfänder) |
| 12D SRG SSR R01 (SUI0004A) | DAB-Block der SRG SSR: - SRF 1 (Graubünden) (80 kbit/s DAB+) - SRF 2 Kultur (96 kbit/s DAB+) - SRF 3 (80 kbit/s DAB+) - SRF 4 News (72 kbit/s DAB+) - SRF Musikwelle (80 kbit/s DAB+) - SRF Virus (80 kbit/s DAB+) - Rete Uno (72 kbit/s DAB+) - Rete Due (104 kbit/s DAB+) - Rete Tre (64 kbit/s DAB+) - RTS Première (72 kbit/s DAB+) - RTS Option Musique (64 kbit/s DAB+) - Radio Rumantsch (88 kbit/s DAB+) - Swiss Pop (80 kbit/s DAB+) - Swiss Jazz (80 kbit/s DAB+) - Swiss Classic (96 kbit/s DAB+) - Radio Grischa (64 kbit/s DAB+)                                                                             | - Graubünden: Arosa (Hinterwald-Schafrügg), Avers (Alp Platte), Bergün (Cresta), Bivio (Motta Balotta), Brusio (Garbela), Celerina (Laret), Davos (Gotschnagrat), Davos (Ischalp), Feldis (Planign), Fideris (Horn), Hinterrhein (Halti), Klosters (Gotschnagrat), Langwies (Platz), Lavin (Crusch), Lohn GR (Plan Sura), Lumbrein (Surin-Süd), Malix (Malixer Alp), Martina (Tschlin San Niclà Mot), Medel (Alp Stgegia), Medel-Curaglia (Vergera), Mon (Scarnuz), Morissen (San Carli), Pontresina (Piz Lagalb), Poschiavo (Selva), Safien (Lüschsunnigi), Samnaun-Ravaisch (Chè d'Mot), Santa Maria im Münstertal (Crappetta), Sils im Domleschg (Crap Carschenna), Splügen (Panell), Tarasp (Sparsels), Tinizong-Rona (Ruegna), Trun (Axenstein 411), Tschierv (Ofenpass-Passhöhe), Tujetsch (Alp Tgom), Vals (Bord), Valzeina (Mittagplatte), Vaz-Obervaz Lenzerheide (Sartons), Versam (Uaul Scardanal), Vicosoprano (Sasc-Proumaveira), Zernez (Muottas) |

## Zweiter landesweiter DAB-Multiplex
Der zweite Multiplex soll ebenso wie der erste landesweit ausgestrahlt werden mit regionaler Aufteilung.

### Deutschschweiz
Seit 15. Oktober 2009 betreibt die Swiss Media Cast AG, eine von der SRG und Privatradios getragene Unternehmung, auf dem Kanal 7D in der Deutschschweiz und Teilen der rätoromanischen Schweiz ein eigenes DAB-Plus-Netz, über welches alle Privatradios und einige Sender der SRG verbreitet werden.
| Block                 | Programme | Gleichwellennetz (SFN) |
| --------------------- | --- | --- |
| 7D SMC_D02 (SUI0001F) | DAB-Block der SwissMediaCast: - Rete Tre (64 kbit/s DAB+) - Radio Eviva (64 kbit/s DAB+) - Radio Life Channel (64 kbit/s DAB+) - Energy Zürich (64 kbit/s DAB+) - Energy Basel (64 kbit/s DAB+) - Energy Bern (64 kbit/s DAB+) - Radio Maria (64 kbit/s DAB+) - Radio Argovia (64 kbit/s DAB+) - Radio Top (64 kbit/s DAB+) - Radio Central (64 kbit/s DAB+) - Radio 24 (64 kbit/s DAB+) - ERF Plus (64 kbit/s DAB+) - Radio Zürisee (64 kbit/s DAB+) - Radio Pilatus (64 kbit/s DAB+) - Vintage Radio (64 kbit/s DAB+) - Flashback FM (64 kbit/s DAB+) - Radio Central 2 (64 kbit/s DAB+) - Radio Melody (64 kbit/s DAB+) | - Aargau: Baden-Freienwil (Hörndli), Frick (Frickberg), Villigen (Geissberg), Wasserflue - Appenzell Ausserrhoden: Herisau (Ramsen), Schwellbrunn (Fuchsacker), Wildhaus (Säntis) - Bern: Adelboden (Wintertal), Adlemsried, Bern (Bantiger), Biel (Bözingenberg), Diemtigen (ufem Chrütz), Burgdorf-Oberburg (Rothöchi), Geissholz, Höfen (Beisseren), Huttwil (Hohfuren), Kandersteg (Büel), Langnau i.E. (Hirschmatt), Lauterbrunnen (Männlichen), Lenk-Metschstand (Hahnenmoos), Matten (Chlyne Ruuge), Saanen (Hornfluh), Zweisimmen (Heimersberg-Hüppiweid) - Basel-Land: Nenzlingen (Eggflue), Sissach (Metzenholden) - Basel-Stadt: Basel (St. Chrischona) - Freiburg: Fribourg (Hôpital) - Glarus: Engi (Lindenbodenberg), Linthal-Braunwald (Nussbüel-Schleimen), Sool (Trogsite) - Graubünden: Arosa-Dorf (Hinterwald), Davos-Dischma (Dorfberg), Klosters (Gotschnagrat), Medel-Curaglia (Vergera), Mon (Scarnoz), Morissen (San Carli), Trun (Axenstein 411), Valzeina (Mittagplatte), Versam (Uaul Scardanal) - Luzern: Geuensee (Höchweidwald), Schüpfheim (Vöglisbergegg), Sörenberg (Rischli), Willisau (Ankenloch) - Nidwalden: Engelberg-Wolfenschiessen (Stöck) - St. Gallen: Rüthi (Bismer), St. Gallen (Chirchli Peter und Paul), Strichboden, Wattwil (Chapf), Ziegelbrücke (Biberlichopf) - Schaffhausen: Altdorf (Ried), Osterfingen (Rossberg), Schaffhausen (Cholfirst), Schleitheim (Mattenhof-Birbiste) - Solothurn: Balsthal (Erzmatt), Olten (Engelberg), Solothurn-Oberdorf (Nesselboden) - Schwyz: Einsiedeln (Chummerweid), Oberiberg (Gadenstatt), Rigi (Kulm) - Thurgau: Bischofszell Sitterdorf (Pierchäller), Mammern (Seehalde), Sirnach (Sirnachberg Bärgholz), Weiningen (Haslibuck) - Uri: Amsteg-Gurtnellen (Unter Axeli), Andermatt (Bäzberg), Attinghausen (Schiltwald) - Zürich: Bülach (Eschenmosen), Bachtel Kulm, Steg-Fischenthal (Waldsberg), Winterthur (Brüelberg), Zürich (Uetliberg), Zürich (Zürichberg) - Deutschland: Bad Säckingen (Eggberg), Konstanz (Fernmeldeamt), Waldshut (Aarberg), Hohentengen (Wannenberg) - Österreich: Bregenz (Pfänder) |

### Romandie
| Block                  | Programme | Gleichwellennetz (SFN) |
| ---------------------- | --- | --- |
| 10B RMS_F02 (SUI0008F) | DAB-Block der Romandie Média SA: - Grrif (72 kbit/s DAB+) - Lac (72 kbit/s DAB+) - LFM (72 kbit/s DAB+) - One FM (72 kbit/s DAB+) - Radio Chablais (72 kbit/s DAB+) - Radio Maria SR (72 kbit/s DAB+) - Radio R (72 kbit/s DAB+) - Rhone FM (72 kbit/s DAB+) - RJB (72 kbit/s DAB+) - Rouge (72 kbit/s DAB+) - RTN (72 kbit/s DAB+) - Vertical (72 kbit/s DAB+) | - Freiburg: Charmey (la Monse), Charmey (Vounetse), Freiburg im Üechtland (Lorette), Sorens (Mont-Gibloux) - Genf: Mont Salève (Téléphérique) [FR] - Jura: Boncourt (Déridez), Bourrignon (Les Ordons), Damvant (Ferme du Lomont), Delsberg, Montsevelier (Champre), Muriaux (Point-de-Vue), Pruntrut (sur le Banne), Vaulion (Dent de Vaulion) - Neuenburg: Les Brenets (le Châtelard), La Brévine (Cerneux-Péquignot Charmottes), Chaux-de-Fonds (Loge), La Sagne (Plature), Le Locle (Primevères), Milvignes (Cottendart), Neuenburg, Noiraigue (Les Oeillons), Saint-Sulpice NE (Haut de la Vy), Villiers (Clémesin) - Waadt: Chavannes-sur-Moudon (Velotty), Château-d’Oex (Sarouche), Cuarny (Montéla), Cudrefin (Tremblex), Fontanezier (Bonvillars Champs Lequet), Lausanne (Chailly), Lausanne (Renens), Lausanne-Bellevaux, Olun (Chamossaire), Ormont-Dessus Diablerets (Le Crétat), La Praz (Champs Mâitre), Reyvroz (Montagne des Sœurs) [FR], Ste. Croix-Auberson (la Broutire), Vaulion (Dent de Vaulion) - Wallis: Arbaz/Ayent (Pas de Maimbré), Bagnes (Bruson Côt), Evolène (La Forclaz quartier col), Feschel (Wilerzälg), Grimentz (Roua), Martigny (Ravoire), Orsières-Champex (le Signal), Port Valais (Chalavornaire), St. Gingolph (Grand Devin), Zinal (Ayer) |

### Tessin
| Block                 | Programme | Gleichwellennetz (SFN) |
| --------------------- | --- | --- |
| 8A DIG_I02 (SUI?????) | DAB-Block der DIGRIS: - OPENBROADCAST (72 kbit/s DAB+) - SPOON ROCK (72 kbit/s DAB+) - 105 DJ RADIO (72 kbit/s DAB+) - Radio Gwen+ (72 kbit/s DAB+) - RFT POP+ (72 kbit/s DAB+) - R. Italia (72 kbit/s DAB+) - Positiva (72 kbit/s DAB+) - R.Studio.Star (72 kbit/s DAB+) - Radio Maria (72 kbit/s DAB+) - * RTO * (48 kbit/s DAB+) - MAXXIMA TI+ (72 kbit/s DAB+) - Radio Tell (72 kbit/s DAB+) - Morcote (48 kbit/s DAB+) - # Number One # (48 kbit/s DAB+) - # One Dance # (48 kbit/s DAB+) - IP music 80's (72 kbit/s DAB+) | * Tessin: Airolo (Belvedere), Arogno (Sighignola), Cadenazzo S. Antonio, Chiasso, Faido Freggio (Brusgnano), Giornico (Catto), Grono (Gambader), Locarno (Cardada), Monte Marzio [I], Monte Orsa [I], San Bartolomeo [I], Serravalle (Camino) |

## Regionale Multiplexe

### Deutschschweiz (mit Graubünden/Rätoromanische Schweiz)
| Block                       | Region                  | Programme | Gleichwellennetz (SFN) |
| --------------------------- | ----------------------- | --- | --- |
| 7A SMC D03 N-CH (SUI0002B)  | Nordschweiz             | DAB-Block der SwissMediaCast: - Couleur 3 (64 kbit/s DAB+) - Option Musique (64 kbit/s DAB+) - Swiss Classic (64 kbit/s DAB+) - Swiss Jazz (64 kbit/s DAB+) - Radio 1 (64 kbit/s DAB+) - Sunshine Radio (64 kbit/s DAB+) - Basilisk (64 kbit/s DAB+) - Radio Gloria (64 kbit/s DAB+) - Freundes-Dienst (64 kbit/s DAB+) - Rockit Radio (64 kbit/s DAB+) - Radio Grischa (64 kbit/s DAB+) - Virgin Rock (64 kbit/s DAB+) - GOAT Radio (64 kbit/s DAB+) - Radio FM1 (64 kbit/s DAB+) - Energy Luzern (64 kbit/s DAB+) - Schlagerradio (64 kbit/s DAB+) - Klassik Radio (64 kbit/s DAB+) - Thaalam Thamil 1 (64 kbit/s DAB+) - Sunshine Live CH (64 kbit/s DAB+) | - Aargau: Baden-Freienwil (Hörndli), Frick (Frickberg), Villigen (Geissberg), Wasserflue - Basel-Land: Läufelfingen, Nenzlingen (Eggflue), Sissach (Metzenholden), Waldenburg (Richtiflu), Ziefen (Chöpfli) - Basel-Stadt: Basel (St. Chrischona) - Glarus: Engi (Lindenbodenberg), Linthal-Braunwald, Sool (Trogsite) - Graubünden: Valzeina (Mittagsplatte) - Luzern: Escholzmatt-Wiggen (Mittlist Äbnit), Geuensee (Höchweidwald), Schüpfheim (Vöglisbergegg), Sörenberg (Rischli), Willisau (Ankenloch) - Obwalden: Engelberg-Wolfenschiessen (Stöck) - Schaffhausen: Osterfingen (Rossberg) - Schwyz: Einsiedeln (Chummerweid), Oberiberg (Gadenstatt), Rigi (Kulm) - Solothurn: Olten (Engelberg) - St. Gallen: Ziegelbrücke (Biberlichopf) - Thurgau: Elgg (Schneitberg) - Uri: Amsteg-Gurtnellen (Unter Axeli), Andermatt (Bäzberg), Attinghausen (Schiltwald) - Zürich: Bachtel-Kulm, Bülach (Eschenmosen), Steg-Fischenthal (Waldsberg), Wildberg (Tössegg), Winterthur (Brüelberg), Zürich (Uetliberg), Zürich (Zürichberg) - Deutschland [bwü]: Eggberg, Waldshut (Aarberg), Wannenberg |
| 8B SMC D03 BE-FR (SUI0010B) | Bern-Freiburg-Solothurn | DAB-Block der SwissMediaCast: - Radio Swiss Classic (64 kbit/s DAB+) - Radio Swiss Jazz (64 kbit/s DAB+) - Option Musique (64 kbit/s DAB+) - Couleur 3 (64 kbit/s DAB+) - Radio Bern 1 (64 kbit/s DAB+) - Radio BeO (64 kbit/s DAB+) - RadioFr. (64 kbit/s DAB+) - Radio 32 (64 kbit/s DAB+) - Canal3 (64 kbit/s DAB+) - neo1 (64 kbit/s DAB+) - Radio Freundesdienst (64 kbit/s DAB+) - Radio Gloria (64 kbit/s DAB+) - Virgin Rock Radio (64 kbit/s DAB+) - Thaalam Thamil 1 (64 kbit/s DAB+) - Radio RaBe (64 kbit/s DAB+) | - Bern: Adelboden (Wintertal), Bern (Bantiger), Boltigen (Adlemsried), Brienz (Wellenberg), Burgdorf-Oberburg (Rothöchi), Chasseral, Diemtigen (Ufem Chrütz), Höfen (Beisseren), Huttwil (Hohfuren), Kandersteg (Büel), Köniz (Ulmizberg), Langnau im Emmental (Hirschmatt), Lauterbrunnen (Männlichen), Lenk-Metschstand (Hahnenmoos), Matten bei Interlaken (Ruuge), Orvin (Bözingenberg), Saanen (Hornfluh), Schattenhalb (Geissholzli), Zweisimmen (Heimersberg-Hüppiweid) - Freiburg: Freiburg (Kantonsspital) - Solothurn: Balsthal (Erzmatt), Dulliken (Engelberg), Oberdorf (Nesselboden) |
| 9B SMC D03 O-CH (SUI4202)   | Ostschweiz              | DAB-Block der SwissMediaCast: - Radio L (64 kbps DAB+) - Option Musique (64 kbps DAB+) - Couleur 3 (64 kbps DAB+) - Swiss Jazz (64 kbps DAB+) - Swiss Classic (64 kbps DAB+) - Freundes-Dienst (64 kbps DAB+) - Radio Gloria (64 kbps DAB+) - Energy St. Gallen (64 kbps DAB+) - Radio FM1 (64 kbit/s DAB+) - Radio Munot (64 kbps DAB+) - Virgin Rock (64 kbps DAB+) - Thaalam Thamil 1 (64 kbit/s DAB+) | - Appenzell Ausserrhoden: Herisau (Ramsen) - Graubünden: Valzeina (Mittagplatte) - St. Gallen: Altstätten (Hoher Kasten), Buchserberg (Hinterberg), Rüthi (Bismer), St. Gallen (Chirchli Peter und Paul), Strichboden, Wattwil (Chapf) - Schaffhausen: Altdorf (Ried), Osterfingen (Rossberg), Schaffhausen (Cholfirst), Schleitheim (Mattenhof-Birbiste) - Thurgau: Bischofszell Sitterdorf (Pierchäller), Mammern (Seehalde), Ottenberg, Sirnach (Sirnachberg Bärgholz), Weiningen (Haslibuck) - Deutschland: Konstanz (Fernmeldeamt) - Österreich: Bregenz (Pfänder) |
| 11C SMC D03 VS (SUI_006B)   | Oberwallis              | DAB-Block der SwissMediaCast: - Option Musique (64 kbit/s DAB+) - Couleur 3 (64 kbit/s DAB+) - Swiss Jazz (64 kbit/s DAB+) - Swiss Classic (64 kbit/s DAB+) - Radio Rottu Oberwallis (64 kbit/s DAB+) - rro swiss melody (64 kbit/s DAB+) - rro Hitbox (64 kbit/s DAB+) - Radio Life Channel (64 kbit/s DAB+) - Radio Maria (64 kbit/s DAB+) - ERF Plus (64 kbit/s DAB+) - Vintage Radio (64 kbit/s DAB+) - Energy Bern (64 kbit/s DAB+) - Freundes-Dienst (64 kbit/s DAB+) - Thaalam Thamil 1 (64 kbit/s DAB+) | - Wallis: Ferden (Färdaried), Fiesch (Eggishorn), Gebidem, Leukerbad (Bodmen), Saas-Fee (Plattjen), Savièse, Törbel, Varen (Schattuflüe), Zermatt (Riffelalp), Zwischbergen-Simplon (Feerberg) |

### Romandie
| Block                  | Region   | Programme | Gleichwellennetz (SFN) |
| ---------------------- | -------- | --- | --- |
| 10C DAC F04 (SUI?????) | Romandie | DAB-Block der DABCOM: - Global CH (72 kbit/s) - Hope Radio (72 kbit/s) - IP Music (96 kbit/s DAB+) - Kiss Collector (72 kbit/s DAB+) - Latina (72 kbit/s DAB+) - Lux Radio (72 kbit/s DAB+) - M Le Media (72 kbit/s DAB+) - Maxxima (96 kbit/s DAB+) - Melody CH (72 kbit/s DAB+) - OWR Swiss (72 kbit/s DAB+) - Radio Jazz CH (72 kbit/s DAB+) - Rock Star (72 kbit/s DAB+) - Spoon Rock (72 kbit/s DAB+) - Urban (72 kbit/s DAB+) - Yes FM (72 kbit/s DAB+) | - Freiburg: La Berra, Mont Vully - Genf: Le Fierney [FR], Annemasse [FR] - Waadt: Reyvroz [FR], Yverdon - Wallis: Champéry (Revers), Martigny, Montana, Vouvry |

### Tessin
| Block                 | Region | Programme | Gleichwellennetz (SFN) |
| --------------------- | ------ | --- | --- |
| 8C SMC I03 (SUI_005D) | Tessin | DAB-Block der Swiss Media Cast: - #RMB Ticino (32 kbit/s DAB+) - 1 Thaalam Tamil (32 kbit/s DAB+) - Ellipticum (64 kbit/s DAB+) - Energy Zürich (64 kbit/s DAB+) - Freundes-Dienst (64 kbit/s DAB+) - Radio Grischa (64 kbit/s DAB+) - Vintage Radio (64 kbit/s DAB+) - 70-80.it (48 kbit/s DAB+) - ByoBlu Radio (32 kbit/s DAB+) | - Tessin: Airolo (Stanga), Avegno (Cardada-Cimetta), Castel San Pietro (Caviano), Gorduno (Piazza), Monte San Salvatore, Monte Tamaro La Manera (in Manera), Semione (Pizzo Matro), |

## Lokale Multiplexe

### Deutschschweiz
| Block                           | Region                  | Programme | Gleichwellennetz (SFN) |
| ------------------------------- | ----------------------- | --- | --- |
| 5D DIG D04 - AG (SUI__002H)     | Aargau-Olten            | DAB-Block der Digris: - 105 DJ Radio AG (72 kbit/s DAB+) - 2Go.CH (72 kbit/s DAB+) - albradio ON AIR (72 kbit/s DAB+) - IP music (72 kbit/s DAB+) - Jam On Radio (48 kbit/s DAB+) - Kanal K (72 kbit/s DAB+) - Kontrafunk (48 kbit/s DAB+) - Radio LoRa (72 kbit/s DAB+) - Maxxima (48 kbit/s DAB+) - Openbroadcast (72 kbit/s DAB+) - Positive (72 kbit/s DAB+) - Radio Tell (48 kbit/s DAB+) - Spoon Radio (72 kbit/s DAB+) | - Aargau: Aarau (Oberholz), Baden (Wasserturm Baldegg), Brugg (Bruggerberg), Möriken-Wildegg (Chestenberg) - Solothurn: Olten (Engelberg)   |
| 5D DIG D04 - WS (SUI__0002I)    | Winterthur-Schaffhausen | DAB-Block der Digris: - 105 DJ Radio (72 kbit/s DAB+) - albradio ON AIR (72 kbit/s DAB+) - IP music (72 kbit/s DAB+) - Kontrafunk (48 kbit/s DAB+) - LoRa (72 kbit/s DAB+) - Openbroadcast (72 kbit/s DAB+) - Positive (72 kbit/s DAB+) - power_up (72 kbit/s DAB+) - Radio4TNG (72 kbit/s DAB+) - Radio RaSa (72 kbit/s DAB+) - Radio Tell (72 kbit/s DAB+) - Sout Al Khaleej (72 kbit/s DAB+) - Spoon Radio (72 kbit/s DAB+) - Radio Stadtfilter (72 kbit/s DAB+)                                                                                              | - Schaffhausen: Neuhausen(Rhein) (Engiwald) - Zürich: Winterthur (Brüelberg), Winterthur-Oberwinterthur (Fabrikstrasse)                     |
| 5D DIG D04 - ZS (SUI?????)      | Zentralschweiz          | DAB-Block der Digris: - 105 DJ Radio LU (72 kbit/s DAB+) - 3fach (72 kbit/s DAB+) - albradio ON AIR (72 kbit/s DAB+) - IP music (72 kbit/s DAB+) - Jam On Radio (72 kbit/s DAB+) - James FM (72 kbit/s DAB+) - Kontrafunk (48 kbit/s DAB+) - LoRa (72 kbit/s DAB+) - Lozaern (72 kbit/s DAB+) - Maxxima (48 kbit/s DAB+) - Openbroadcast (72 kbit/s DAB+) - Positiv (72 kbit/s DAB+) - Radio Tell (48 kbit/s DAB+) - Spitalradio LuZ (72 kbit/s DAB+) - Spoon Radio (72 kbit/s DAB+)                                                                             | - Luzern: Kriens (Gigeliwald) - Nidwalden: Ennetmoos (Stanserhorn) - Zug: Hünenberg (Chnodenwald)                                           |
| 6A DIG D04 - BO (SUI__0012C)    | Berner Oberland         | DAB-Block der Digris: - 105 DJ Radio LU (72 kbit/s DAB+) - albradio ON AIR (72 kbit/s DAB+) - Dlf (48 kbit/s DAB+) - Dlf Kultur (48 kbit/s DAB+) - Dlf Nova (48 kbit/s DAB+) - IP music (72 kbit/s DAB+) - Kontrafunk (48 kbit/s DAB+) - Maxxima (72 kbit/s DAB+) - Openbroadcast (72 kbit/s DAB+) - Positiv (80 kbit/s DAB+) - Radio Tell (80 kbit/s DAB+) - Spoon Radio (72 kbit/s DAB+) - Sunradio - BiM (80 kbit/s DAB+) | - Bern: Thun (KVA), Hofstetten (Brienz) (Breiten), Interlaken (Harderkulm), Aeschiried (Skihütte)                                           |
| 8B DIG D04 - CS (SUI?????)      | Südostschweiz           | DAB-Block der Digris: - 2Go.CH (72 kbit/s DAB+) - Dlf (48 kbit/s DAB+) - Dlf Kultur (48 kbit/s DAB+) - Dlf Nova (48 kbit/s DAB+) - driftFM (72 kbit/s DAB+) - IP music (72 kbit/s DAB+) - Maxxima (72 kbit/s DAB+) - Openbroadcast (72 kbit/s DAB+) - Positiv (80 kbit/s DAB+) - Radio Tell (80 kbit/s DAB+) - Spoon Radio (72 kbit/s DAB+) | - Glarus: Linthal-Braunwald (Schleimen), Netstal (Butzi) - Graubünden: Chur (Känzeli) - St. Gallen: Vilters (Maienberg), Weesen (Kapuzberg) |
| 9D DIG D04 - HVS (SUI__006C)    | Oberwallis              | DAB-Block der Digris: - diis Radio (80 kbit/s DAB+) - Dlf (48 kbit/s DAB+) - Dlf Kultur (48 kbit/s DAB+) - Dlf Nova (48 kbit/s DAB+) - Radio Gloria VS (72 kbit/s DAB+) - IP music (72 kbit/s DAB+) - Maxxima OW+ (72 kbit/s DAB+) - Openbroadcast (72 kbit/s DAB+) - Positiv (80 kbit/s DAB+) - Radio Net (72 kbit/s DAB+) - Radio Tell (80 kbit/s DAB+) - * RTO * (80 kbit/s DAB+) - Spoon Radio (72 kbit/s DAB+) | - Wallis: Montana (Grand Signal), Gebidem                                                                                                   |
| 9D DIG D04 - SG (SUI__0003C)    | St. Gallen              | DAB-Block der Digris: - 105 DJ Radio SG (72 kbit/s DAB+) - albradio ON AIR (72 kbit/s DAB+) - IP music (72 kbit/s DAB+) - Kontrafunk (48 kbit/s DAB+) - Maxxima (72 kbit/s DAB+) - Openbroadcast (72 kbit/s DAB+) - Positiv (80 kbit/s DAB+) - power_up (80 kbit/s DAB+) - Radio Tell (80 kbit/s DAB+) - Spoon Radio SG (72 kbit/s DAB+) - Stadtfilter (72 kbit/s DAB+) - toxic.fm (72 kbit/s DAB+) | - St. Gallen: Eggersriet (Vogtholz), Gossau (Rosenberg Vorderrain)                                                                          |
| 9D DIG D04 ZH (SUI0002C)        | Zürich                  | DAB-Block der Digris: - 105 DJ Radio (48 kbit/s DAB+) - 3fach (72 kbit/s DAB+) - albradio ON AIR (48 kbit/s DAB+) - diis Radio (72 kbit/s DAB+) - GDS.FM (72 kbit/s DAB+) - Kanal K (72 kbit/s DAB+) - Radio LoRa (72 kbit/s DAB+) - Open Broadcast (72 kbit/s DAB+) - Positive (72 kbit/s DAB+) - Radio X (72 kbit/s DAB+) - Radio4TNG (72 kbit/s DAB+) - Rock Antenne (48 kbit/s DAB+) - Rundfunk.fm (72 kbit/s DAB+) - Sout Al Khaleej (48 kbit/s DAB+) - Spoon Radio (72 kbit/s DAB+) - Radio Stadtfilter (72 kbit/s DAB+) - Suisse Podcast (72 kbit/s DAB+) | - Zürich: Baden (Wasserturm Baldegg), Felsenegg, Zürich (Escher Wyss)                                                                       |
| 10A DIG D04 - BE (SUI__010C2)   | Bern-Fribourg           | DAB-Block der Digris: - 105 DJ Radio BE (72 kbit/s DAB+) - Dlf (48 kbit/s DAB+) - Dlf Kultur (48 kbit/s DAB+) - Dlf Nova (48 kbit/s DAB+) - IP music (72 kbit/s DAB+) - Maxxima (72 kbit/s DAB+) - Openbroadcast (72 kbit/s DAB+) - Positiv (80 kbit/s DAB+) - Radio-Sense (72 kbit/s DAB+) - Radio Tell (80 kbit/s DAB+) - Radio Italia SMI (72 kbit/s DAB+) - Spoon Radio (72 kbit/s DAB+) - Viva FM (72 kbit/s DAB+) | - Bern: Mühleberg (Stockeren), Bern (Forsthaus)                                                                                             |
| 10A DIG D04 - BS (SUI__001C)    | Basel                   | DAB-Block der Digris: - 105 DJ Radio BS (72 kbit/s DAB+) - albradio ON AIR (72 kbit/s DAB+) - Happy Radio (48 kbit/s DAB+) - IP music (72 kbit/s DAB+) - Kanal K (72 kbit/s DAB+) - Maxxima BS+ (72 kbit/s DAB+) - Openbroadcast (72 kbit/s DAB+) - Phare FM Mulhouse (72 kbit/s DAB+) - Positiv (80 kbit/s DAB+) - Radio Tell (80 kbit/s DAB+) - Radio X (72 kbit/s DAB+) - Spoon Radio BS+ (72 kbit/s DAB+) | - Basel-Stadt: Basel (St. Chrischona) |
| 10D DIG D04 - BISO (SUI__009C3) | Biel-Solothurn          | DAB-Block der Digris: - 105 DJ Radio SO (72 kbit/s DAB+) - Dlf (48 kbit/s DAB+) - Dlf Kultur (48 kbit/s DAB+) - Dlf Nova (48 kbit/s DAB+) - Maxxima (72 kbit/s DAB+) - Openbroadcast (72 kbit/s DAB+) - Positive (80 kbit/s DAB+) - Radiologisch (80 kbit/s DAB+) - Radio Tell (80 kbit/s DAB+) - Spoon Radio (72 kbit/s DAB+) - Sunradio (80 kbit/s DAB+) | - Solothurn: Grenchen (Skilift), Solothurn (Spital)                                                                                         |

### Romandie
| Block                            | Region            | Programme | Gleichwellennetz (SFN)                                                                              |
| -------------------------------- | ----------------- | --- | --------------------------------------------------------------------------------------------------- |
| 8C DIG F03 - VD (SUI__0008F)     | Lausanne          | DAB-Block der Digris: - AirZen Radio (72 kbit/s DAB+) - albradio ON AIR (72 kbit/s DAB+) - Back2Noize Radio (48 kbit/s DAB+) - LA RADIO PLUS (72 kbit/s DAB+) - Lifestyle 74 (48 kbit/s DAB+) - Magic Radio VD (72 kbit/s DAB+) - Openbroadcast (72 kbit/s DAB+) - Positive (48 kbit/s DAB+) - RadioBus (72 kbit/s DAB+) - Radio Net (72 kbit/s DAB+) - Vostok - RedLine Radio (32 kbit/s DAB+) - Rock Ballads (72 kbit/s DAB+) - Classic Rock (72 kbit/s DAB+) - Ta Radio (72 kbit/s DAB+) - Virgin Radio Switzerland (72 kbit/s DAB+) - WRS VD (72 kbit/s DAB+) | - Waadt: Reyvroz (Montagne des Sœurs) [FR]                                                          |
| 10A DIG F03 - NY (SUI__009C2)    | Neuchâtel-Yverdon | DAB-Block der Digris: - Back2Noize Radio (48 kbit/s DAB+) - Lifestyle 74 (72 kbit/s DAB+) - Openbroadcast (72 kbit/s DAB+) - Positive (48 kbit/s DAB+) - RadioBus (72 kbit/s DAB+) - Radio Net (72 kbit/s DAB+) - Rock Ballads (72 kbit/s DAB+) - Classic Rock (72 kbit/s DAB+) - Ta Radio (72 kbit/s DAB+) - Viva FM (72 kbit/s DAB+) | - Waadt: Mont Vully (Vallamand Bois d'Allu), Yverdon                                                |
| 10D DIG F03 - BVS (SUI__007C)    | Unterwallis       | DAB-Block der Digris: - Agaune Radio (72 kbit/s DAB+) - Auborddeleau (72 kbit/s DAB+) - Chablais Urban (72 kbit/s DAB+) - CM Radio (72 kbit/s DAB+) - diis Radio (80 kbit/s DAB+) - Lifestyle 74 (72 kbit/s DAB+) - Openbroadcast (72 kbit/s DAB+) - Positive (48 kbit/s DAB+) - RadioBus (72 kbit/s DAB+) - Radio Net (72 kbit/s DAB+) - Radio Tell (?? kbit/s DAB+) - Rock Ballads (72 kbit/s DAB+) - Classic Rock (72 kbit/s DAB+) - Vibration 108 (72 kbit/s DAB+) - WRS VS (72 kbit/s DAB+)                                                                  | - Wallis: Vouvry (Chavalon Orlatti SA), Montana (Grand Signal), Martigny (Bovernier Chemin Dessous) |
| 10D DIG F03 - GENEVE (SUI__008C) | Genf              | DAB-Block der Digris: - AirZen Radio (72 kbit/s DAB+) - albradio ON AIR (72 kbit/s DAB+) - Geneva Latina (48 kbit/s DAB+) - Magic Radio GE (72 kbit/s DAB+) - ODS Radio (72 kbit/s DAB+) - Openbroadcast (72 kbit/s DAB+) - Phare FM (72 kbit/s DAB+) - Positive (48 kbit/s DAB+) - Vostok (72 kbit/s DAB+) - Radio Italia SMI (72 kbit/s DAB+) - Rock Ballads (72 kbit/s DAB+) - Classic Rock (72 kbit/s DAB+) - Sout Al Khaleej (72 kbit/s DAB+) - Virgin Radio Switzerland (72 kbit/s DAB+) - Viva FM (72 kbit/s DAB+) - WRS GE (72 kbit/s DAB+)               | - Waadt: Annemasse (le petit Salève) [FR], Le Fiernay [FR]                                          |

## Frequenzen
In der Schweiz werden die Frequenzen Band III verwendet.
| Block | Untere Blockgrenze [MHz] | Mittenfrequenz [MHz] | Obere Blockgrenze [MHz] |
| ----- | ------------------------ | -------------------- | ----------------------- |
| 5A    | 174,160                  | 174,928              | 175,696                 |
| 5B    | 175,872                  | 176,640              | 177,408                 |
| 5C    | 177,584                  | 178,352              | 179,120                 |
| 5D    | 179,296                  | 180,064              | 180,832                 |
| 6A    | 181,168                  | 181,936              | 182,704                 |
| 6B    | 182,880                  | 183,648              | 184,416                 |
| 6C    | 184,592                  | 185,360              | 186,128                 |
| 6D    | 186,304                  | 187,072              | 187,840                 |
| 7A    | 188,160                  | 188,928              | 189,696                 |
| 7B    | 189,872                  | 190,640              | 191,408                 |
| 7C    | 191,584                  | 192,352              | 193,120                 |
| 7D    | 193,296                  | 194,064              | 194,832                 |
| 8A    | 195,168                  | 195,936              | 196,704                 |
| 8B    | 196,880                  | 197,648              | 198,416                 |
| 8C    | 198,592                  | 199,360              | 200,128                 |
| 8D    | 200,304                  | 201,072              | 201,840                 |
| 9A    | 202,160                  | 202,928              | 203,696                 |
| 9B    | 203,872                  | 204,640              | 205,408                 |
| 9C    | 205,584                  | 206,352              | 207,120                 |
| 9D    | 207,296                  | 208,064              | 208,832                 |
| 10A   | 209,168                  | 209,936              | 210,704                 |
| 10N   | 209,328                  | 210,096              | 210,864                 |
| 10B   | 210,880                  | 211,648              | 212,416                 |
| 10C   | 212,592                  | 213,360              | 214,128                 |
| 10D   | 214,304                  | 215,072              | 215,840                 |
| 11A   | 216,160                  | 216,928              | 217,696                 |
| 11N   | 216,320                  | 217,088              | 217,856                 |
| 11B   | 217,872                  | 218,640              | 219,408                 |
| 11C   | 219,584                  | 220,352              | 221,120                 |
| 11D   | 221,296                  | 222,064              | 222,832                 |
| 12A   | 223,168                  | 223,936              | 224,704                 |
| 12N   | 223,328                  | 224,096              | 224,864                 |
| 12B   | 224,880                  | 225,648              | 226,416                 |
| 12C   | 226,592                  | 227,360              | 228,128                 |
| 12D   | 228,304                  | 229,072              | 229,840                 |